# Pseudosphaeriaceae
Pseudosphaeriaceae – rodzina grzybów z rzędu nibykulistych (Pseudosphaeriales), z klasy workowców (Ascomycetes). W klasyfikacji Index Fungorum taka rodzina nie występuje.
Grzyby z tej rodziny to cudzożywne organizmy żyjące w formie saprotrofów lub jako pasożyty. Wiele gatunków tych grzybów powodują różne choroby roślin, z których duża ilość jest bardzo groźna dla roślin zielnych oraz dla roślin drzewiastych.
Rodzina Pseudosphaeriaceae jest jedną z najważniejszych rodzin. W obrębie tej rodziny występują m.in. grzyby z rodzajów:
Venturia (wywołujące m.in. parch jabłoni (Venturia inaequalis), parch gruszy (Venturia pirina), Didymella wywołujące chorobę czarną zgniliznę owoców pomidora (Didymella lycopersici) czy też Ophiobolus. Według Index Fungorum taksony te należą do innych rodzin.